# Palazzo del Monte dei Paschi di Siena (Colle di Val d'Elsa)
L'edificio della Banca del Monte dei Paschi di Siena si trova nella parte di Colle di Val d'Elsa detta Colle Bassa.

## Storia
Nel 1973 il Monte dei Paschi di Siena incarica Giovanni Michelucci di progettare una nuova sede d'agenzia nell'abitato di Colle di Val d'Elsa, in un'area occupata da una vecchia vetreria in disuso.
I primi studi di progetto vengono elaborati nell'ottobre dello stesso anno e ipotizzano un edificio attraversato longitudinalmente da una strada porticata e caratterizzato dal motivo unificante della copertura a tenda; è già presente il tema della grande piazza mercato che diverrà, sebbene rielaborato, uno dei motivi di maggior connotazione dell'intervento.
Gli schizzi successivi definiscono un edificio 'aperto' e in buona parte praticabile, dato dalla sommatoria di volumi articolati e raccordati da rampe e balconi belvedere.
Nella versione finale parte di queste aspirazioni michelucciane scompariranno: unica traccia forte dell'agorà pubblica voluta dall'architetto pistoiese la grande piazza coperta del piano terra.
Il progetto finale, la cui prima redazione è del 1975, verrà successivamente rivisto e calibrato, grazie anche alla collaborazione di Bruno Sacchi, in corso d'opera: i lavori, eseguiti dalla ditta Febo Picciolini di Siena, sono avviati nel settembre del 1977 e la banca è finalmente inaugurata nel novembre del 1983.
Cinque anni dopo l'inaugurazione, il Monte dei Paschi ha richiesto all'architetto Sacchi alcune variazioni ed aggiunte, realizzate in assoluta sintonia con il progetto michelucciano: creazione di una cortina frangisole sul fronte est, copertura di parte della terrazza dell'attico, realizzazione di nuovi arredi per gli uffici ed il salone.

## Descrizione
L'edificio è situato nel centro urbano di Colle, in un'area posta immediatamente a ridosso del centro civico della piazza Arnolfo e, data la naturale orografia del terreno, sottostante il colle dell'antico borgo: tale localizzazione fa sì che l'intervento si configuri come un segno di immediata riconoscibilità nel circostante paesaggio e che dai balconi e dalla loggia della banca si abbiano suggestive ed inusitate vedute dell'abitato. Il lotto di pertinenza, in precedenza occupato da un opificio industriale, ha forma irregolare e è delimitato a sud da via della Spugna, asse viario di collegamento con il centro storico, e a ovest dall'angusta via della Ruota, sulla quale prospetta il fronte compatto di antiche case a schiera; gli altri fronti sono circondati da un'area in parte occupata dalla ferrovia.
L'edificio presenta un impianto e una volumetria estremamente articolati, sviluppati su cinque piani fuori terra più uno seminterrato. L'immagine dell'oggetto si qualifica tramite alcune decise scelte progettuali: alternanza tra la compattezza del nucleo murato e gli spazi vuoti risultanti dalla presenza di strutture leggere ed appese; la dicotomia dell'involucro data dall'alternanza tra la muratura tradizionale (in travertino senese ad opus incertum) e il leggero rivestimento in vetro e metallo, a sua volta enfatizzata dalla tricromia (bianco, rosso e marrone) rispettivamente della pietra, del telaio strutturale e degli infissi, dei tamponamenti e delle coperture metalliche; il risalto degli elementi plastico strutturali a forma di albero (telai di acciaio concepiti come archi a tre cerniere con tiranti orizzontali) ai quali sono appese le strutture secondarie; l'articolazione dei percorsi interni e esterni - scale, passerelle, piazza coperta, terrazze belvedere - in muratura o in struttura leggera che fanno comprendere come l'intento principale del progettista fosse quello di creare una struttura data, per quanto possibile, da spazi aperti e penetrabili, nella quale chiunque potesse muoversi o sostare liberamente.
I fronti esterni si connotano dunque per il maggiore o minor risalto dei motivi sopradescritti, differenziandosi a seconda degli affacci: così la facciata sull'antico borgo di via della Ruota è la più 'murata' e ha un disegno maggiormente regolare nella geometria (linea di gronda alla medesima quota) come nelle aperture, mentre quella su via della Spugna è dominata dal gioco articolato della struttura metallica, laddove i due telai abbinati disegnano una sorta di grande portale di accesso alla piazza coperta, e dal profilo della copertura a ala di gabbiano. In generale l'impianto dell'opera è ben leggibile in facciata: nella maglia regolare del telaio in acciaio si delineano i corpi in pietra del nucleo degli uffici amministrativi e del corpo scale, le passerelle aeree in metallo che collegano i vari nuclei, i volumi pensili (quasi palafitte) degli uffici della direzione e il grande vuoto della piazza lastricata in travertino.
Ciascuno dei cinque piani presenta una diversa articolazione e funzione e è raccordato ai precedenti tramite percorsi verticali e orizzontali, interni come esterni. Piano seminterrato: contiene il garage e il caveau inserito in una gabbia di cemento armato.

### Piano terra

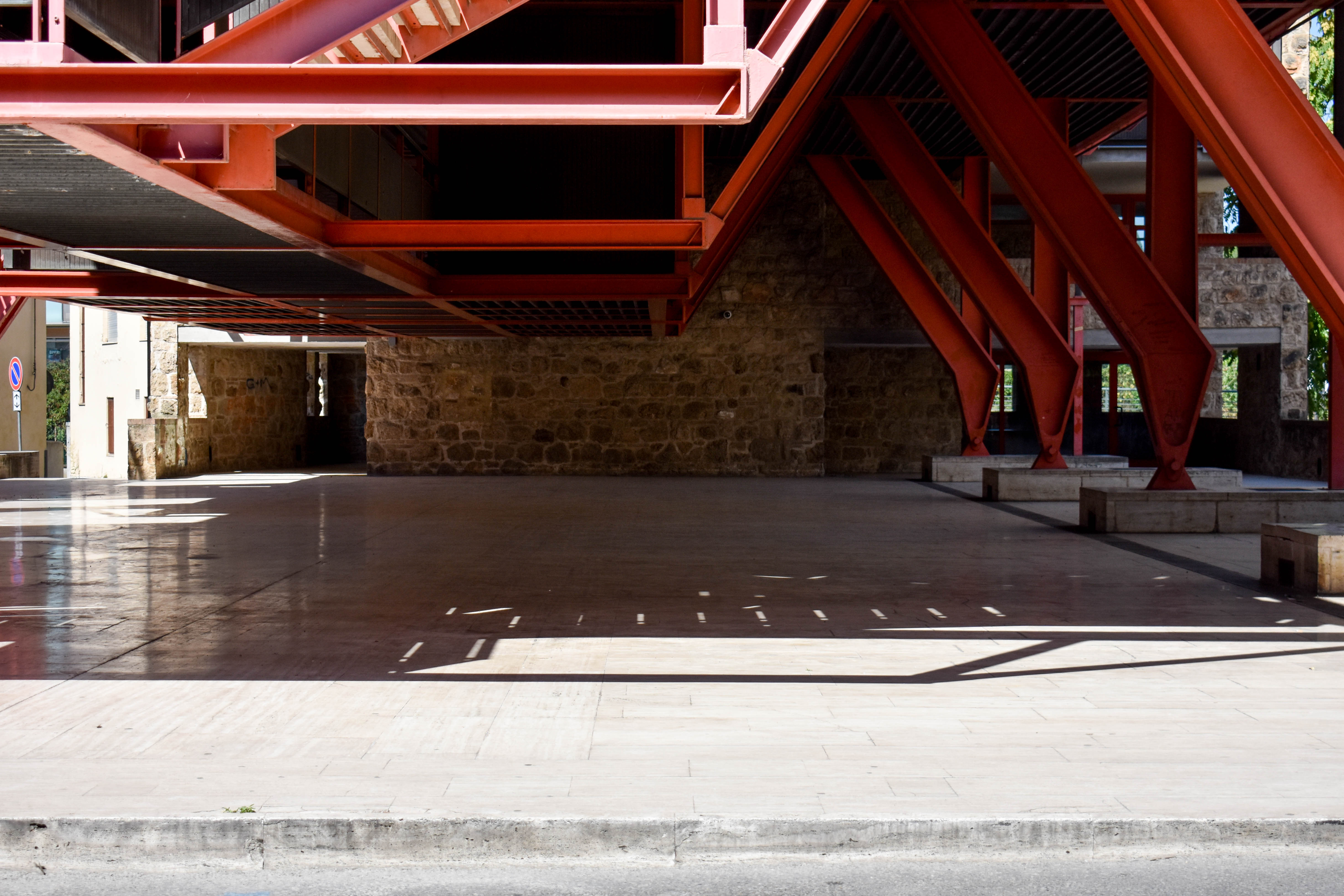
Palazzo del Monte dei Paschi di Siena (Colle di Val d'Elsa), piazza pubblica del pian terreno, Giovanni Michelucci.

È caratterizzato dalla prevalenza dello spazio vuoto, concepito come una piazza-mercato lastricata in travertino e scandita dalla ritmica presenza delle strutture metalliche (con cerniera d'appoggio su un plinto di travertino), la cui articolazione evoca l'ottocentesca galleria delle Macchine. In tale spazio si situano: nell'angolo sud ovest una torretta in pietra contenente le scale e l'ascensore (accesso per il pubblico) e su via di Spugna, a contrappunto speculare, un altro corpo scala in metallo (accesso di servizio); su via della Ruota il corpo autonomo (anch'esso in pietra) di un esercizio commerciale; all'estremità settentrionale il corpo degli uffici amministrativi, con accesso e scala indipendenti.

#### Piano ammezzato
Una passerella area conduce ad un volume, leggero ed appeso alla struttura, dal quale si accede al corpo murato a settentrione (rispettivamente sala riunioni e uffici dell'amministrazione).

### Piano primo
Qui e al piano superiore sono situati gli spazi per i clienti. Questo piano si articola in tre diversi nuclei, formanti un impianto ad 'L': quello centrale, a pianta rettangolare, è costituito da un ampio salone, finestrato su tre dei quattro lati, caratterizzato dalla presenza della struttura metallica a vista (sulla quale si appoggiano i mobili in rovere disegnati da Michelucci) e dal bancone continuo che attraversa longitudinalmente tutta la sala così da segnare il limite tra pubblico e privato (quest'ultimo concepito come un "open space" senza barriere); da questo si accede al nucleo murato degli uffici amministrativi posto a settentrione; due aeree passerelle inoltre conducono dal lato ovest del salone al nucleo degli uffici della direzione (gabbia metallica appesa alla struttura principale).

### Piano secondo
È costituito dal ballatoio del salone del piano sottostante e, come questo, è concepito come un percorso aperto nel quale si situano le scrivanie degli impiegati. Attico: a pianta rettangolare, è dato da un unico vano, con pareti leggere e loggia sul fronte ovest, contenente il centro per la formazione del personale: attiguo il nucleo degli impianti.

## Fortuna critica
L'edificio suscita, sin dalle prime fasi del progetto, un notevole interesse nella critica contemporanea: viene in particolare sottolineata la capacità di Michelucci di tradurre la profonda riflessione sugli spazi della città in forma di frammento concreto, sebbene problematico, di architettura, privilegiando sempre, come giustamente osserva Quadroni (1978), l'idea del percorso e della gente che si muove. In quest'ottica Polano (1991, p. 378-9) nota come tra i progetti dell'architetto pistoiese questo è forse "quello che meglio riflette, da una parte, nella pregnante metafora arborea, la ricerca di una totale percorribilità degli spazi e, dall'altra, esplicita formalmente un archetipo architettonico che permea l'opera di Michelucci: il mercato come luogo di incontro, di scambi, di complessità di relazioni spaziali e civili", mentre la Buscioni (1976) ne evidenzia la volontà di intervenire nei centri storici tenendo però conto dei fondamentali aspetti ambientali, senza alterare l'unità dell'elemento strada.
Tra le altre chiavi di lettura si segnalano da una parte quella 'tecnologica' di Belluzzi (1990), secondo il quale i valori di leggerezza e trasparenza, propri delle strutture metalliche, fanno assurgere questo edificio ad architettura del vuoto, priva di pareti di contenimento e capace di risucchiare l'ambiente esterno e dall'altra quella, più convincente, del 'brutalismo' di una scelta progettuale che rifugge da qualsiasi compiacimento estetico: secondo Quaroni non vi è niente delle belle piante che il Movimento moderno razionalista ha ereditato dalla tradizione dei Beaux-Arts e per la Buscioni sperimentalismo e mancata accettazione di un codice dell'architettura moderna sono gli aspetti complementari della fiducia in una prassi architettonica capace di incidere positivamente sulla realtà urbana, interpretando le esigenze della collettività. Unico giudizio negativo riscontrato quello di Muratore (1992) che avverte in quest'opera tutta la difficoltà del passaggio dai fantasiosi disegni alla concretezza del costruito.